# AS CotonTchad
Association Sportive CotonTchad w skrócie AS CotonTchad – czadyjski klub piłkarski z siedzibą w mieście Ndżamena, grający w drugiej, a niegdyś w pierwszej lidze czadyjskiekj.

## Sukcesy
- I liga[1]:
  - mistrzostwo (3): 1996, 1998, 2015.

- Puchar Czadu[2]:
  - zwycięstwo (3): 1995, 1999, 2009.

## Występy w afrykańskich pucharach
| Sezon     | Rozgrywki                 | Runda   | Kraj                         | Klub                   | Dom | Wyjazd | Dwumecz |
| --------- | ------------------------- | ------- | ---------------------------- | ---------------------- | --- | ------ | ------- |
| 1992      | Puchar CAF                | 1       | Kamerun                      | Diamant Jaunde         | 1–1 | 0–2    | 1–3     |
| 1996      | Puchar Zdobywców Pucharów | 1       | Kamerun                      | Canon Jaunde           | 0–1 | 0–1    | 0–2     |
| 1997      | Liga Mistrzów             | wstępna | Republika Środkowoafrykańska | AS Tempête Mocaf       | –   | –      | –       |
| 1997      | Liga Mistrzów             | 1       | Wybrzeże Kości Słoniowej     | Africa Sports National | 2–1 | 0–3    | 2–4     |
| 1998      | Puchar CAF                | 1       | Burundi                      | Muzinga FC             | –   | 4–1    | 4–1     |
| 1998      | Puchar CAF                | 2       | Nigeria                      | Jasper United FC       | 2–2 | 1–0    | 3–2     |
| 1998      | Puchar CAF                | 3       | Zambia                       | Nchanga Rangers        | 1–2 | 0–4    | 1–6     |
| 1999      | Liga Mistrzów             | wstępna |                              | Almahalla SC           | 2–0 | 0–3    | 2–3     |
| 2000      | Puchar Zdobywców Pucharów | wstępna | Niger                        | JS du Ténéré           | 2–1 | 0–1    | 2–2     |
| 2007      | Puchar Konfederacji       | wstępna |                              | Al-Ahly Trypolis       | 1–0 | 1–2    | 2–2     |
| 2007      | Puchar Konfederacji       | 1       | Sudan                        | Al-Merreikh Omdurman   | 2–0 | 0–5    | 2–5     |
| 2008      | Puchar Konfederacji       | wstępna |                              | Al Akhdar SC           | –   | –      | –       |
| 2010      | Puchar Konfederacji       | wstępna |                              | Al-Ahly Trypolis       | 0–0 | 0–2    | 0–2     |
| 2016      | Liga Mistrzów             | wstępna | Wybrzeże Kości Słoniowej     | ASEC Mimosas           | 0–1 | 0–0    | 0–1     |
| 2018/2019 | Puchar Konfederacji       | wstępna | Togo                         | Gomido FC              | 2–0 | 1–1    | 3–1     |
| 2018/2019 | Puchar Konfederacji       | 1       | Egipt                        | Zamalek SC             | 2–0 | 0–7    | 2–7     |
| 2019/2020 | Puchar Konfederacji       | wstępna | Algieria                     | CR Belouizdad          | 0–2 | 0–2    | 0–4     |

## Stadion
Domowe mecze klub rozgrywa na stadionie o nazwie Stade Omnisports Idriss Mahamat Ouya w Ndżamenie, który może pomieścić 30000 widzów.